# حرم‌سرای قاجار

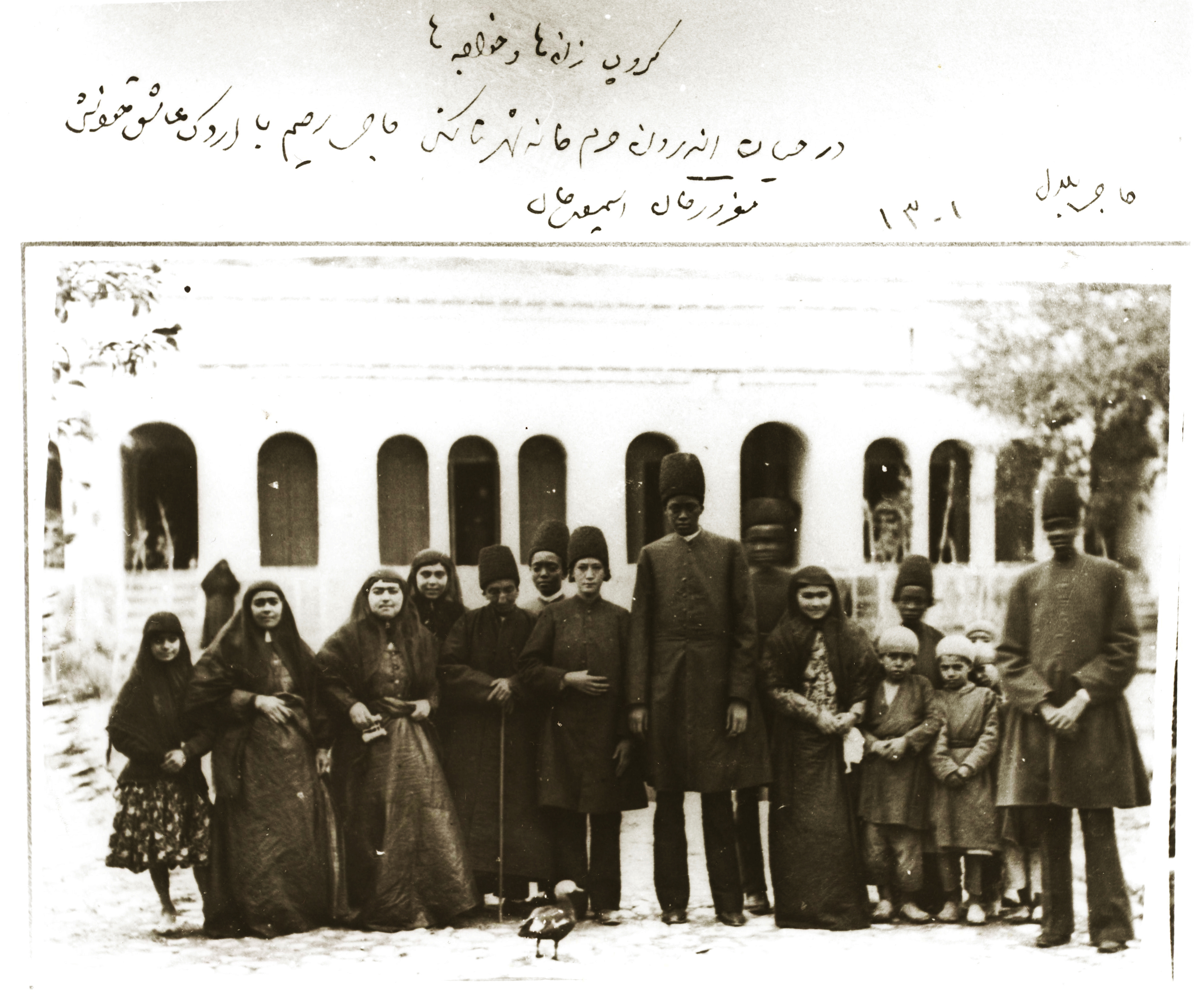
همسران شاه و خواجگان.

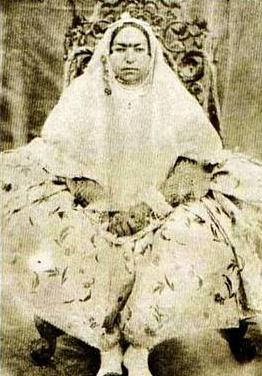
مهد علیا

حرم‌سرای قاجار (انگلیسی: Qajar harem) یا حرم‌سرای پادشاهان دودمان قاجار (۱۷۸۵–۱۹۲۵) شامل هزاران نفر بود. این حرم دارای سیستم اداری دقیقی بود که بر اساس رتبه زنان تنظیم شده بود. حرمسرای قاجار به‌عنوان یکی از نهادهای مهم اجتماعی و سیاسی در دوران سلطنت قاجاریه، نقش قابل توجهی در زندگی دربار و سیاست ایران ایفا می‌کرد. این حرمسرا شامل هزاران زن، کنیز و خدمه بود که در آن سلسله‌مراتب دقیقی بر اساس رتبه اجتماعی و خانوادگی وجود داشت. بالاترین مقام در حرمسرای قاجار مادر شاه، معروف به «مهد علیا»، بود که مسئولیت‌های زیادی از جمله نگهداری از جواهرات سلطنتی و اداره امور مالی حرمسرا را بر عهده داشت.
در این حرمسرا، شاهان قاجار علاوه برداشتن همسران دائمی، تعدادی همسر موقت یا کنیز داشتند که در سیاست‌های داخلی نیز تأثیرگذار بودند. این زنان نقش‌های مختلفی از جمله مشاوره به شاه، حفظ قدرت خانواده‌های خود، و گاهی حتی دخالت در تصمیمات سیاسی داشتند. زنان حرمسرا همچنین فعالیت‌های فرهنگی و دینی انجام می‌دادند و با برگزاری مراسم مذهبی مانند عزاداری‌های محرم و تربیت فرزندان شاه، تأثیر زیادی در زندگی اجتماعی و مذهبی جامعه داشتند.

## سلسله‌مراتب و سازماندهی

### مادر شاه
مطابق رسوم حرم‌های مسلمان، بالاترین جایگاه در سلسله‌مراتب حرم به مادر پادشاه تعلق داشت که در ایران قاجاری عنوان مهد علیا (گهواره والا) را داشت. او وظایف و امتیازات متعددی داشت، از جمله حفاظت از اشیای گران‌بهای حرم، به‌ویژه جواهرات، که با کمک منشی‌های زن آن‌ها را مدیریت می‌کرد.

### همسران شاه
برخلاف امپراتوری عثمانی که در آن سلاطین معمولاً تنها با کنیزان ازدواج می‌کردند، شاهان قاجار علاوه بر کنیزان، با زنان مسلمان آزاد، به‌ویژه دختران رجال و شاهزادگان قاجاری نیز ازدواج می‌کردند.
یکی دیگر از ویژگی‌های حرم قاجاری این بود که شاه دو نوع ازدواج را با زنان حرم انجام می‌داد: ازدواج موقت که معمولاً با کنیزان صورت می‌گرفت و عقدی که به معنای ارتقا و موقعیت دائمی برای زن بود.
همسران و کنیزان فتحعلی‌شاه از حرم‌سرای خاندان‌های مغلوب زندیه و افشاریه، همچنین از اسیران جنگ‌های گرجستان و ارمنستان، بازارهای برده‌فروشی (نگاه کنید به تجارت بردگان چرکس) و هدایایی از استان‌های مختلف به شاه آورده می‌شدند.
تجارت برده‌گان چرکسی در اوایل قرن بیستم تحت پوشش بازار ازدواج ادامه یافت. روزنامه‌نگار آمریکایی E. Alexander Powell در سال ۱۹۱۲ تجارت برده به حرمسراهای مغرب‌عربی شمال آفریقا را توصیف کرد و گفت زمانی که یک مرد مسلمان ثروتمند قصد داشت حرمسرای خود را گسترش دهد:
... او به یکی از دلالان معروف در تطوان، طرابلس یا ترابزون مراجعه می‌کند، یک قرارداد ازدواج تنظیم می‌شود و تمام مراسمات ازدواج قانونی به‌طور وکالتی انجام می‌گیرد. با استفاده از این ازدواج‌های ساختگی و روش‌های مشابه، صاحب حرمسرا می‌تواند هر تعداد برده، سفید، قهوه‌ای یا سیاه که می‌خواهد، تهیه کند و زمانی که آنها در دیوارهای خانه‌اش قرار گرفتند، هیچ‌کس نمی‌تواند برای آزادی آنها مداخله کند، زیرا پلیس تحت هیچ شرایطی مجاز به نقض حریم خصوصی حرمسرا نیست و بنابراین هیچ‌گونه حفاظتی برای آزادی یا حتی زندگی افراد درون حرمسرا وجود ندارد. به‌دلیل این سیستم، یک جریان مداوم از زنان برده – زیبایانی با موهای بلوند از گرجستان و چرکس، دختران عرب پوست قهوه‌ای از مرزهای صحرا و سیاه‌پوستان از اکواتور – از طریق مسیرهای مختلف به شهرهای ساحلی شمال آفریقا وارد می‌شود و اگرچه مقامات اروپایی کاملاً از این وضعیت آگاه هستند، اما قادر به پایان دادن به آن نیستند. زنانی که به این روش به‌دست می‌آیند، هرچند به‌طور رسمی همسر هستند، در واقع برده‌اند، زیرا آنها برای پول خریداری می‌شوند، در مورد فروش خود مشورت نمی‌شوند، نمی‌توانند در صورت نارضایتی از آنجا بروند و حتی زندگی‌شان در اختیار مالکانشان است. اگر این بردگی نیست، نمی‌دانم چه چیزی هست.
با این حال، تجارت برده‌گان چرکسی تنها به فروش برده‌های زن محدود نمی‌شد. در دوران دودمان قاجار در ایران، سربازان برده، ghilman، همچنان برای نگهبانی سلطنتی استفاده می‌شدند و عمدتاً برده‌های سفید از قفقاز بودند. جنگ ایران و روسیه (۱۸۲۸–۱۸۲۶) باعث پایان واردات برده‌های سفید از مرزهای امپراتوری روسیه شد، زیرا این موضوع تجارت برده‌های چرکس و مردم گرجی را مختل کرد و منجر به پایان استفاده از سربازان برده در ایران شد، زمانی که ایرانیان آزاد به‌جای برده‌های آفریقایی موجود در نگهبانی سلطنتی استخدام شدند.

### کارکنان حرم
هر همسر دارای کنیزان سفید و سیاه (زن یا خواجه) بود که تعداد آن‌ها بسته به موقعیت همسر متفاوت بود. برخی از همسران دارای اقامتگاه‌ها و اصطبل‌های اختصاصی بودند.
در حرم‌سرا مقامات زن متعددی فعالیت داشتند: برخی مسئول قهوه‌خانه سلطنتی داخل حرم بودند، گروهی از زنان محافظ تحت فرماندهی مسئولان زن از خواب شبانه شاه محافظت می‌کردند، و گروهی از استادان (مربیان) بر گروهی از رقاصان و نوازندگان زن نظارت داشتند که برای سرگرمی حرم فعالیت می‌کردند و همراه با خدمه خود در مجموعه‌ای جداگانه اسکان داده شده بودند.
پسران برده زیر سن بلوغ (حرم‌سرا) به‌عنوان خدمه و همراهان بازی در حرم خدمت می‌کردند. در حالی که خواجه‌ها عمدتاً از میان بردگان آفریقایی بودند.
زنان حرم مسئول کلیه امور داخلی حرم بودند، اما ارتباط حرم با سایر بخش‌های کاخ (بیرونی) تنها از طریق خواجه‌ها صورت می‌گرفت. علاوه بر این، دیدار بستگان، پزشکان و خیاطان از جمله معدود راه‌های ارتباط زنان با دنیای خارج بود، چرا که خروج آن‌ها از حرم تنها با اجازه ویژه امکان‌پذیر بود.

## حرم‌سرا به‌عنوان یک نهاد اجتماعی و سیاسی
زنان حرم‌سرا سرگرمی‌های روزانه‌ای همچون موسیقی، رقص، نمایش‌های نمایشی و بازی‌ها داشتند. آن‌ها در زمینه‌های هنر، خوشنویسی و شعر آموزش می‌دیدند و با نواختن موسیقی، رقصیدن، خواندن آواز، قرائت اشعار و نقل داستان‌ها خود و شاه را سرگرم می‌کردند. شاه این سرگرمی‌ها را به‌ویژه هنگام خواب شبانه دوست داشت. حرم‌سرا دارای تئاتر اختصاصی خود بود که در آن نمایش‌های تعزیه اجرا می‌شد و یکی از همسران شاه مسئول نگهداری از تمامی ملزومات آن بود. در اواخر دوران قاجار، آموزگاران خارجی اجازه ورود به حرم را یافتند.
درون حرم، زنان وظایف مذهبی‌ای همچون روضه‌خوانی (بزرگداشت شهادت امام حسین در کربلا) را انجام می‌دادند؛ در روز عاشورا بر منبر وعظ می‌کردند و مراسم سینه‌زنی را هدایت می‌کردند.
حرم قاجاری همچنین دارای نفوذ سیاسی و دسیسه‌های معمول در حرم‌های سلطنتی بود. پیش از آنکه ناصرالدین‌شاه (حک: ۱۸۴۸–۱۸۹۶) نظم مشخصی برای جانشینی سلطنت برقرار کند، حرم‌سرا محل رقابت شدید میان مادران مدعیان تاج‌وتخت بود که می‌کوشیدند فرزندان خود را به ولیعهدی برسانند و درعین‌حال امتیازات مادی، مقام‌های بالاتر برای خانواده خود و تقدم برای فرزندانشان کسب کنند. مادر ناصرالدین‌شاه، ملک‌جهان خانم، نفوذ گسترده‌ای داشت که جانشینی فرزندش را تضمین کرد و به برکناری و سپس ترور امیرکبیر انجامید. همچنین، همسر محبوب ناصرالدین‌شاه، انیس‌الدوله، در برکناری میرزا حسین‌خان سپهسالار از مقام صدراعظمی در سال ۱۸۷۳ نقش داشت. ازاین‌رو، سیاستمداران ایرانی و دیپلمات‌های خارجی برای کسب نفوذ در دربار، به دنبال حمایت از درون حرم سلطنتی بودند.
آخرین پادشاه قاجار که دارای حرم‌سرایی بزرگ و سازمان‌یافته به شیوه سنتی بود، ناصرالدین‌شاه (حک: ۱۸۴۸–۱۸۹۶) بود. پس از او، حرم سلطنتی رو به کاهش گذاشت و محمدعلی‌شاه (حک: ۱۹۰۷–۱۹۰۹) تنها یک همسر داشت که ازدواج او با دختر عمویش، ملکه جهان، بود.

## گالری حرم قاجار

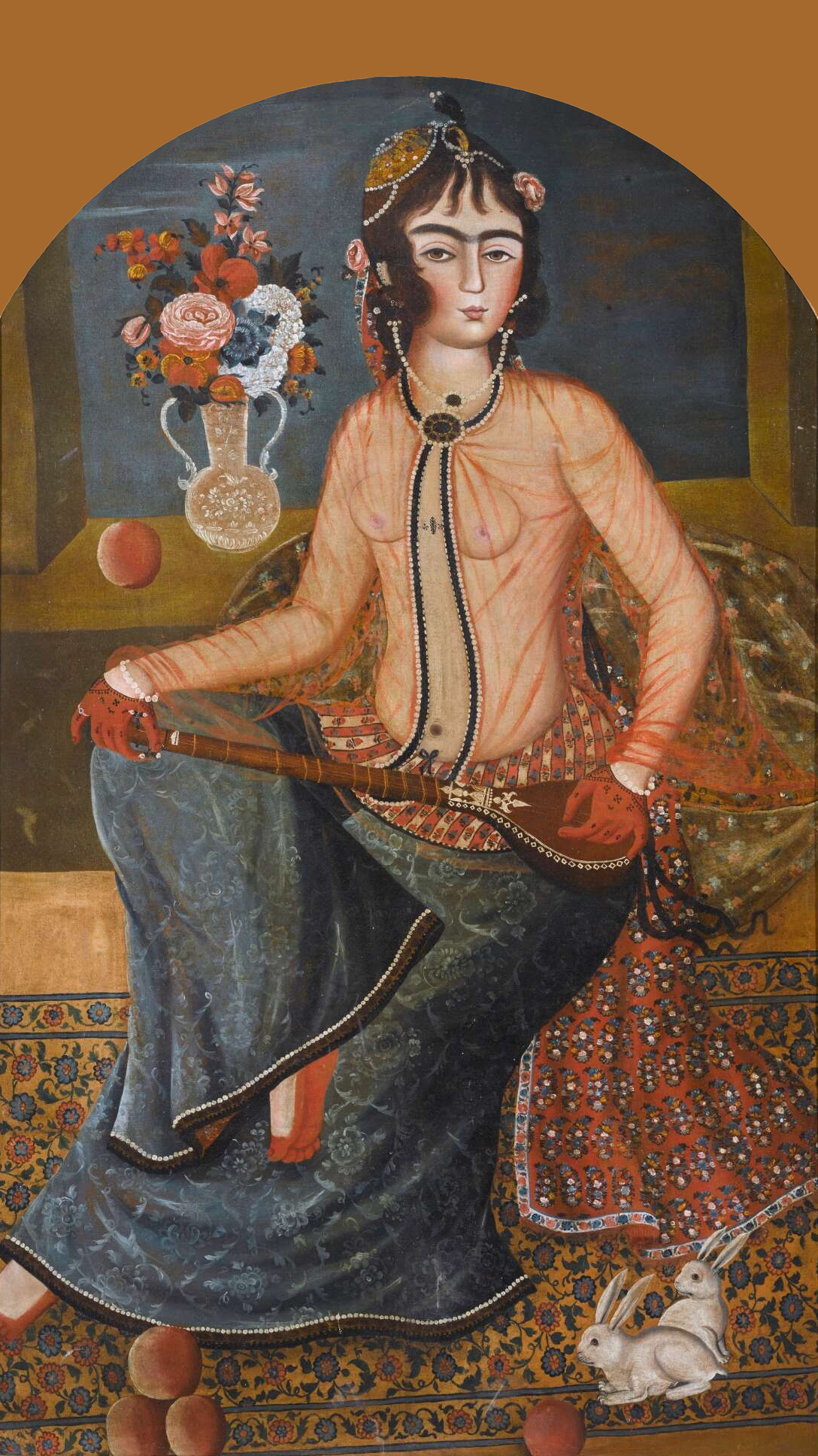
زنی با سه‌تار یا دوتار
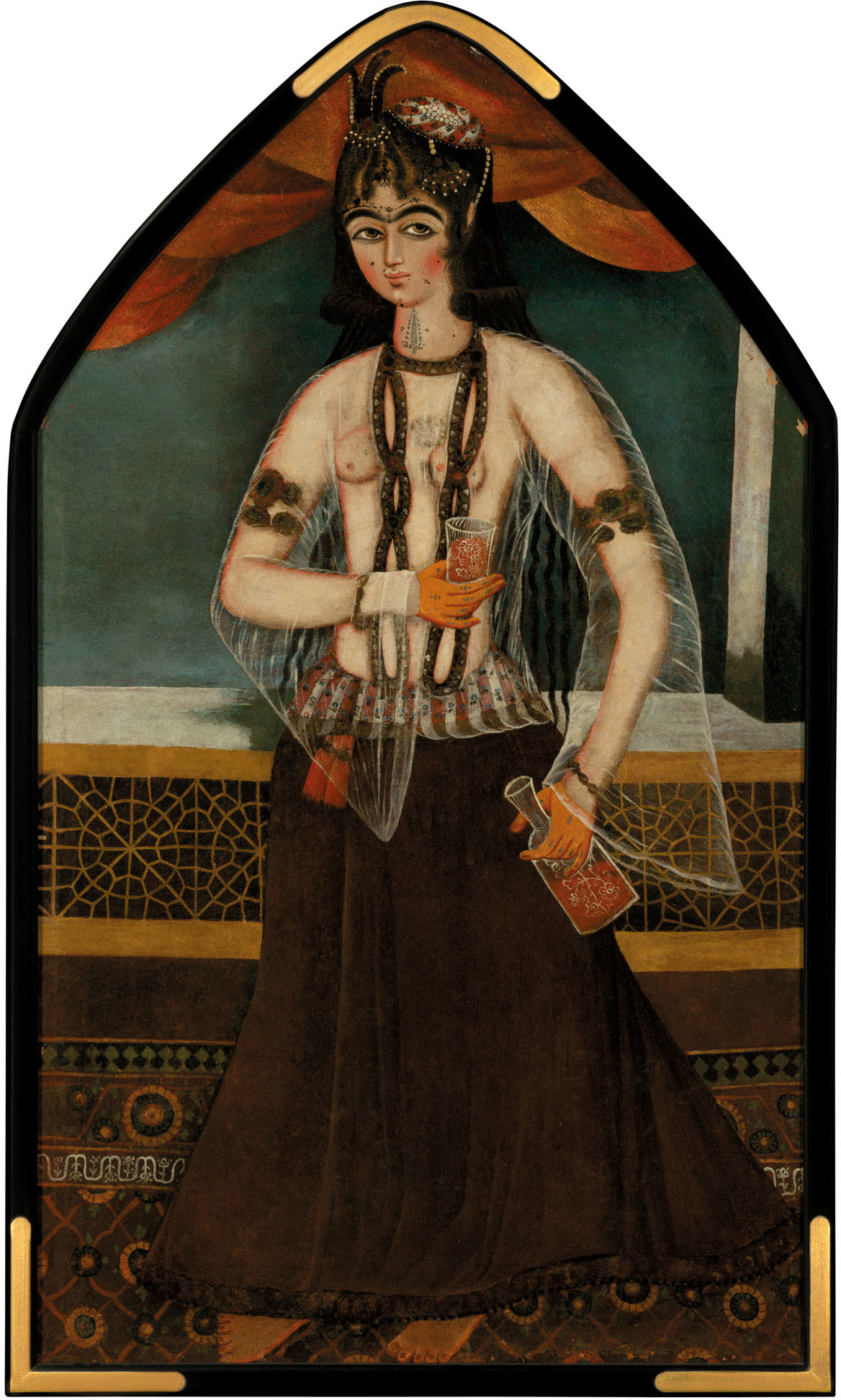
زنی که بطری و لیوان در دست دارد.
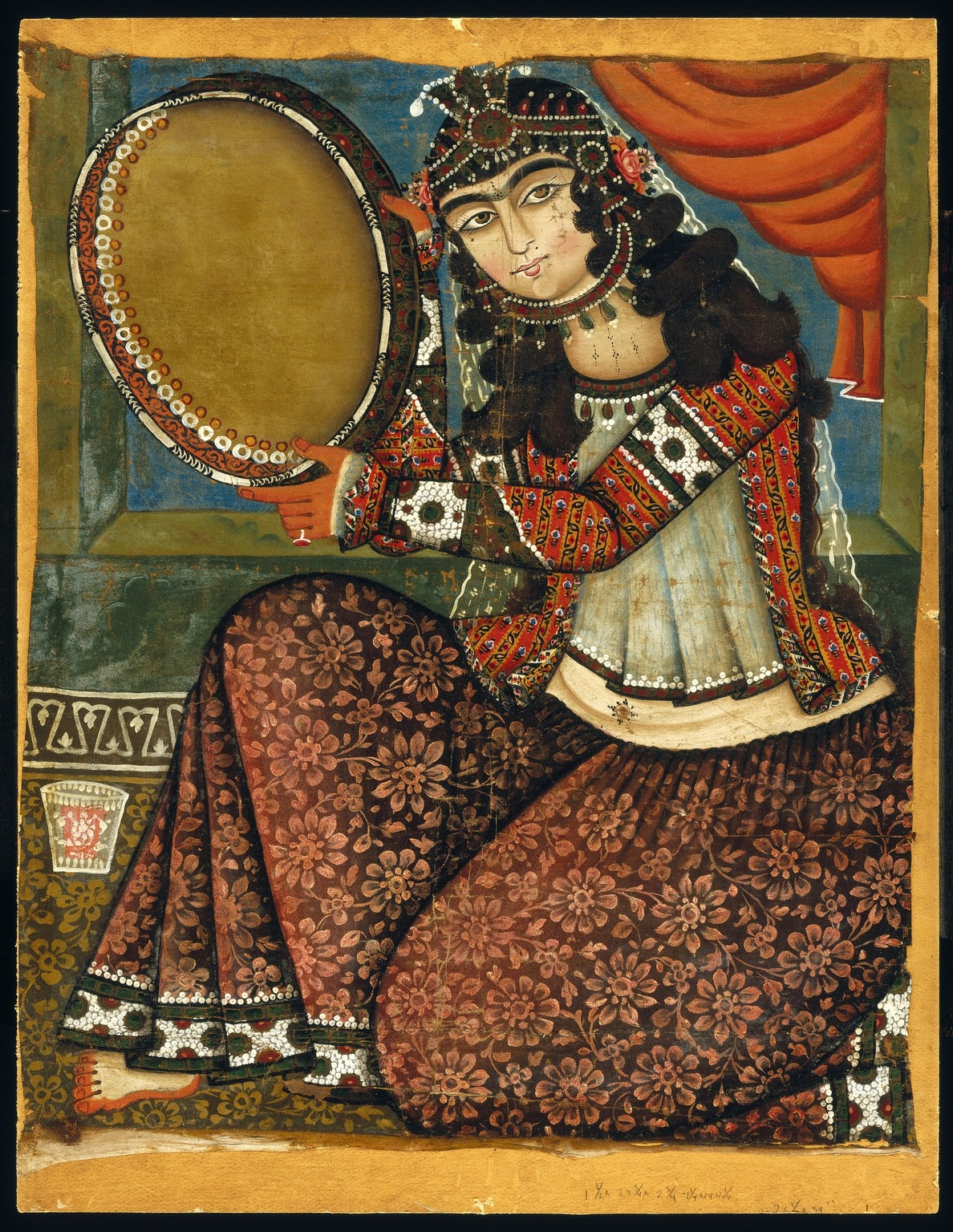
زنی که دف می‌نوازد.
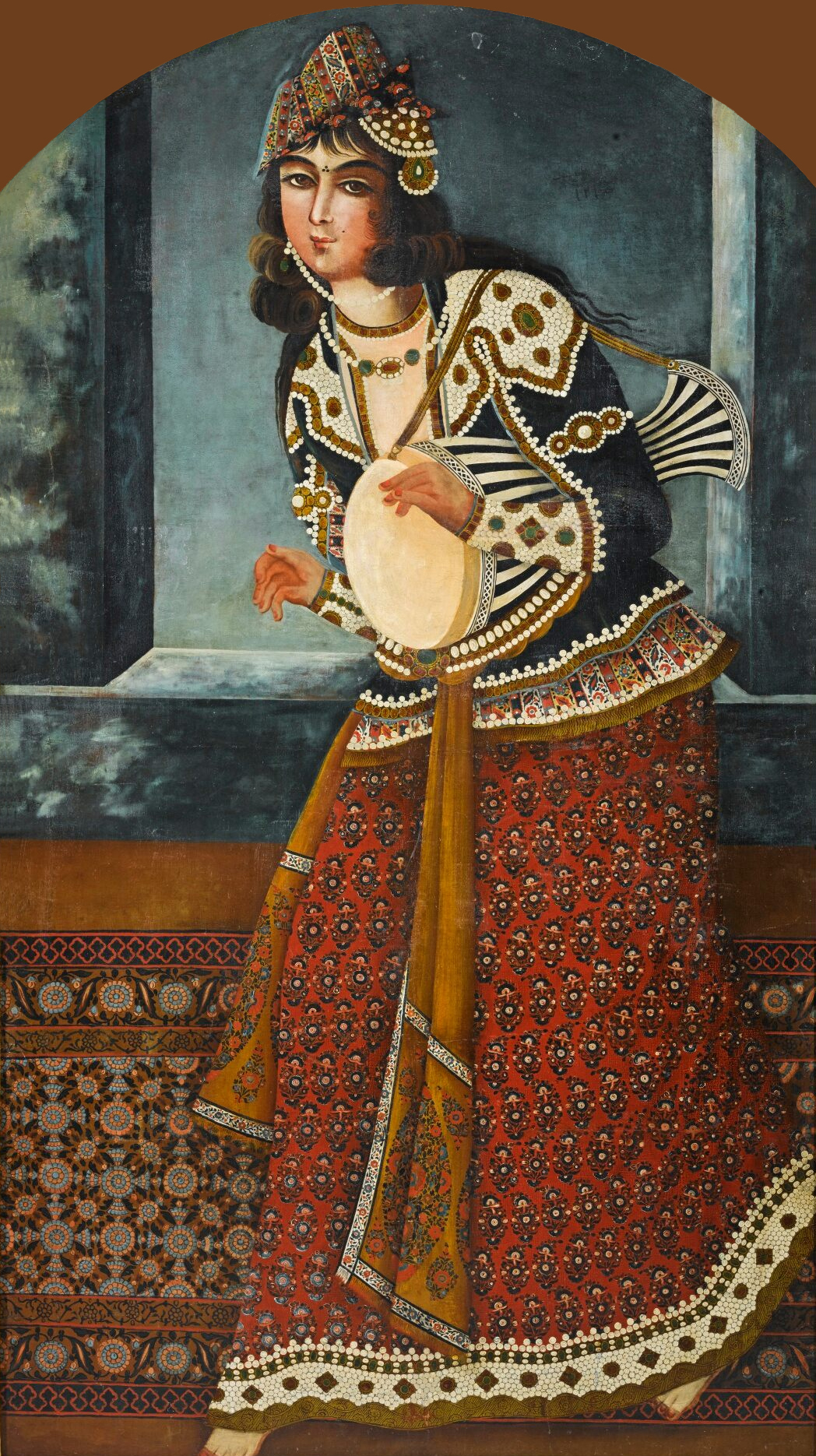
زنی که تمبک می‌نوازد.
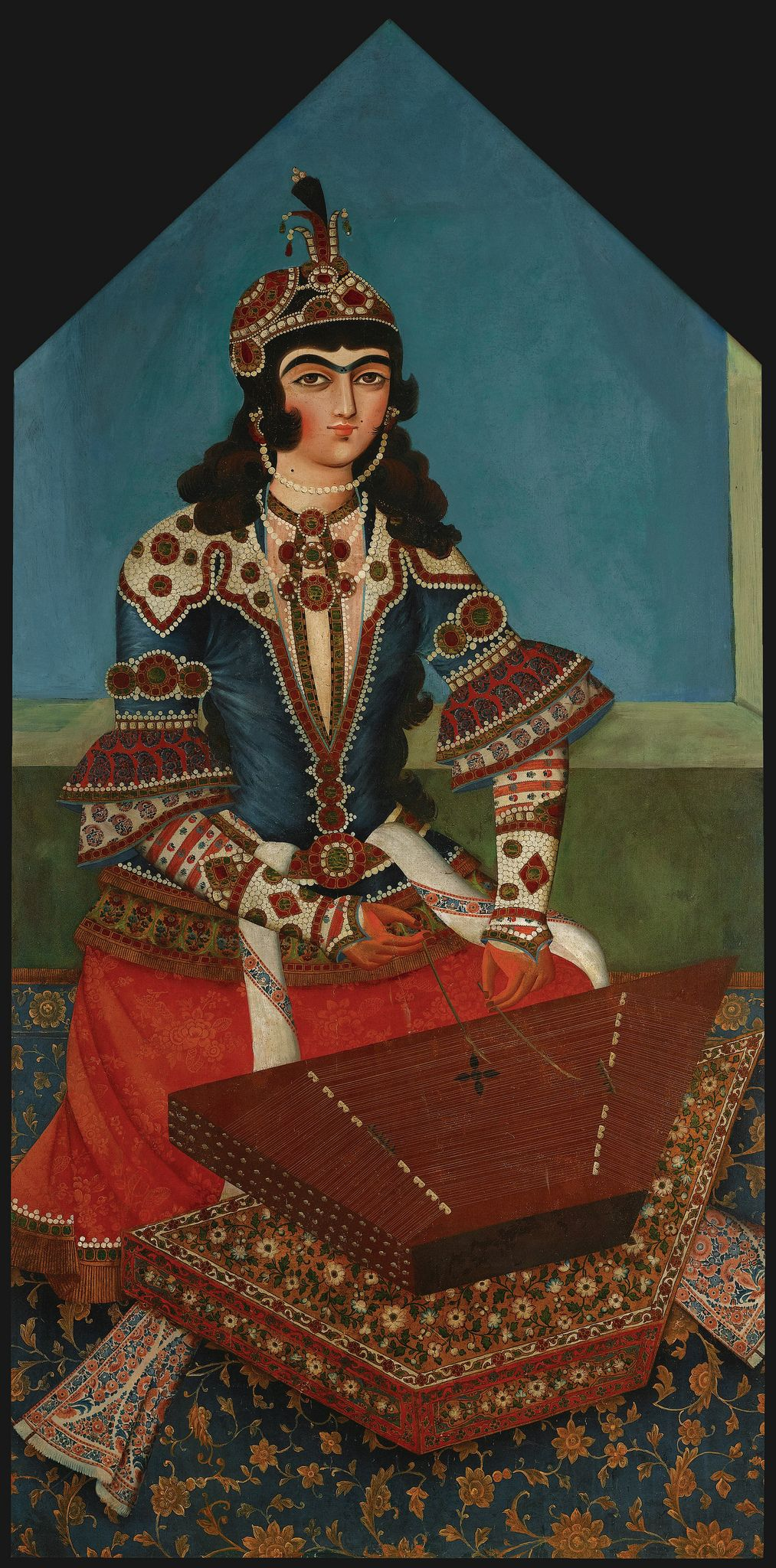
زنی که سنتور می‌نوازد.
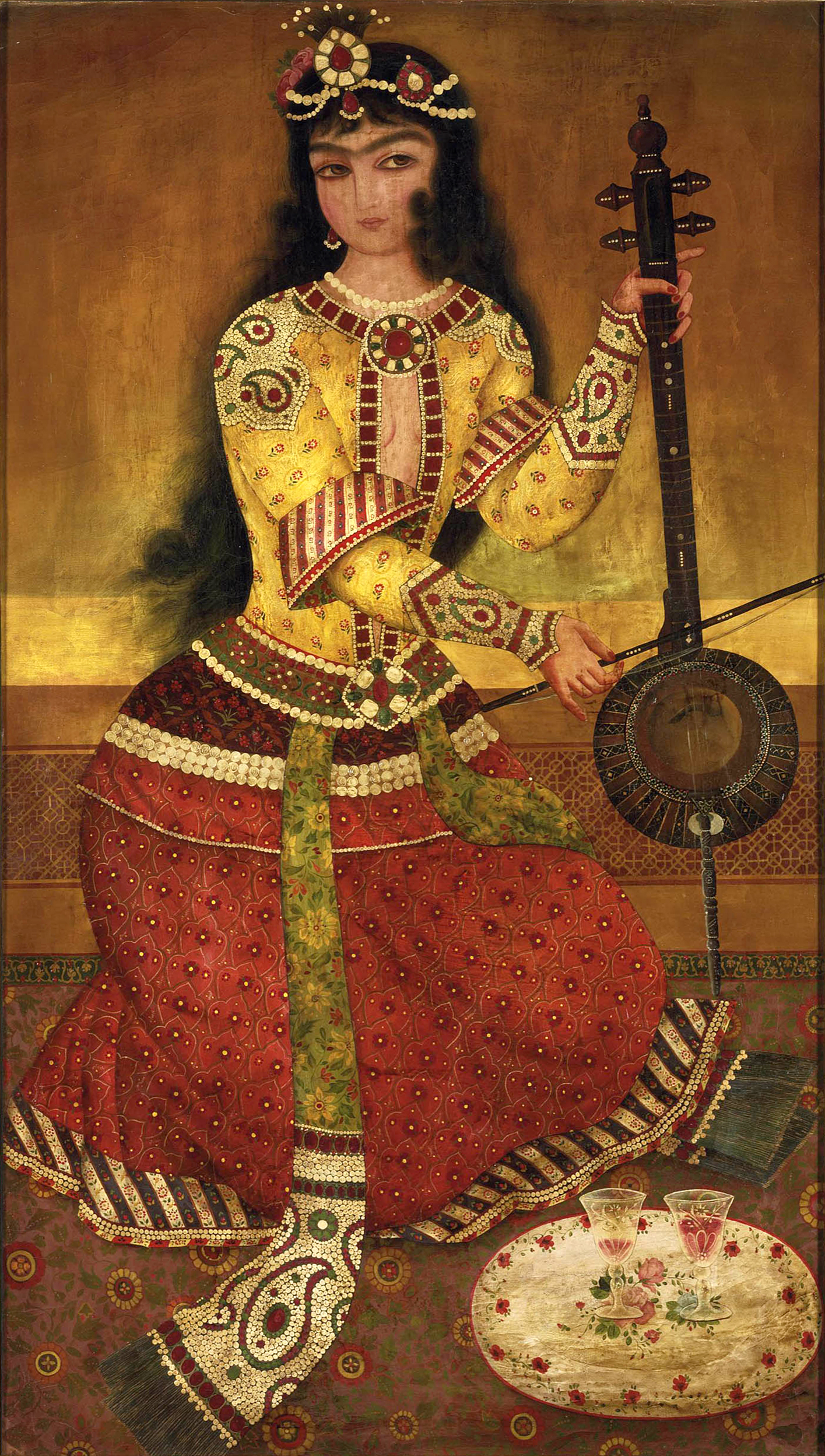
نوازنده کمانچه
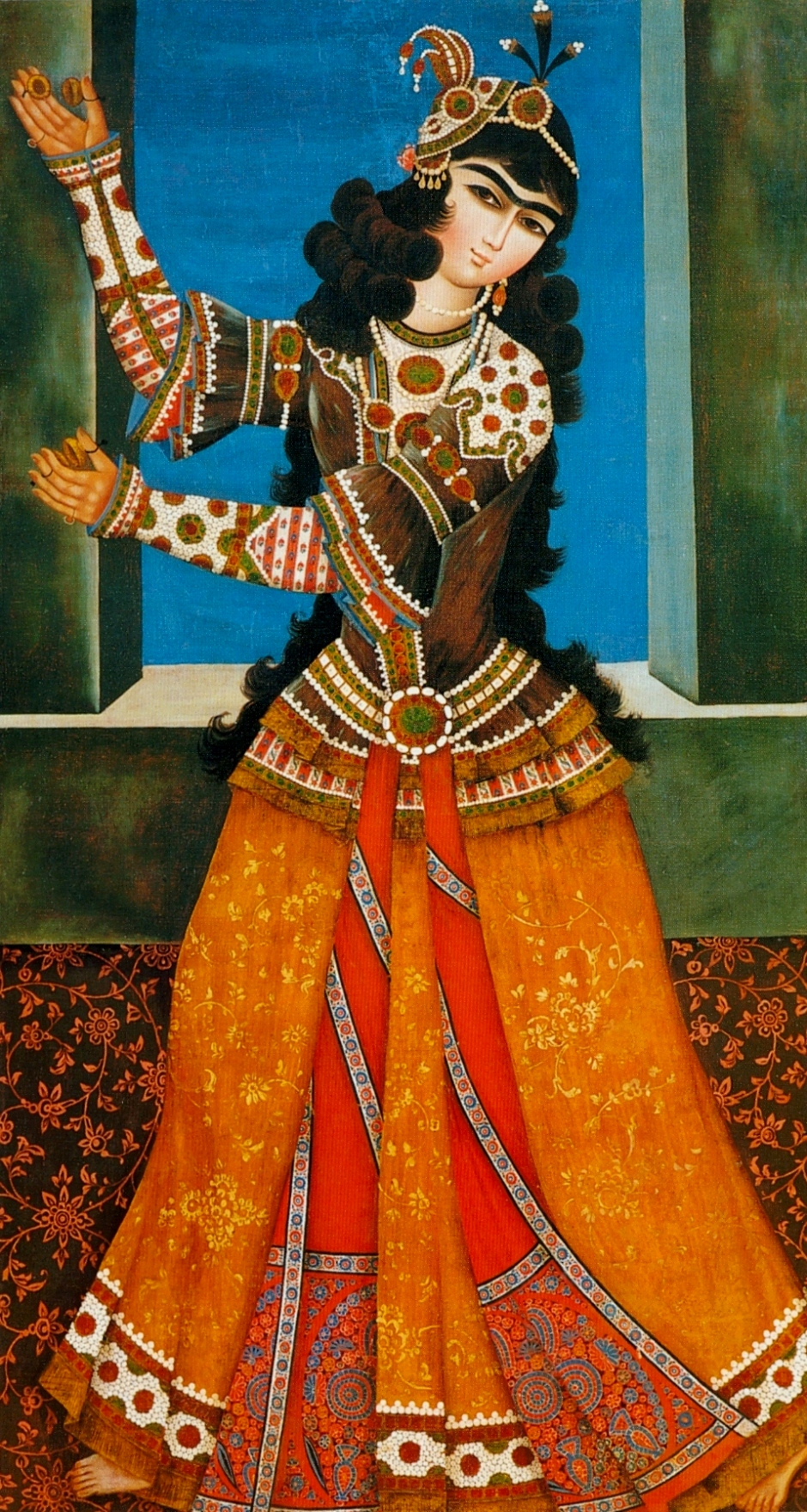
رقصنده با قاشقک (ساز) یا حلقه انگشتی
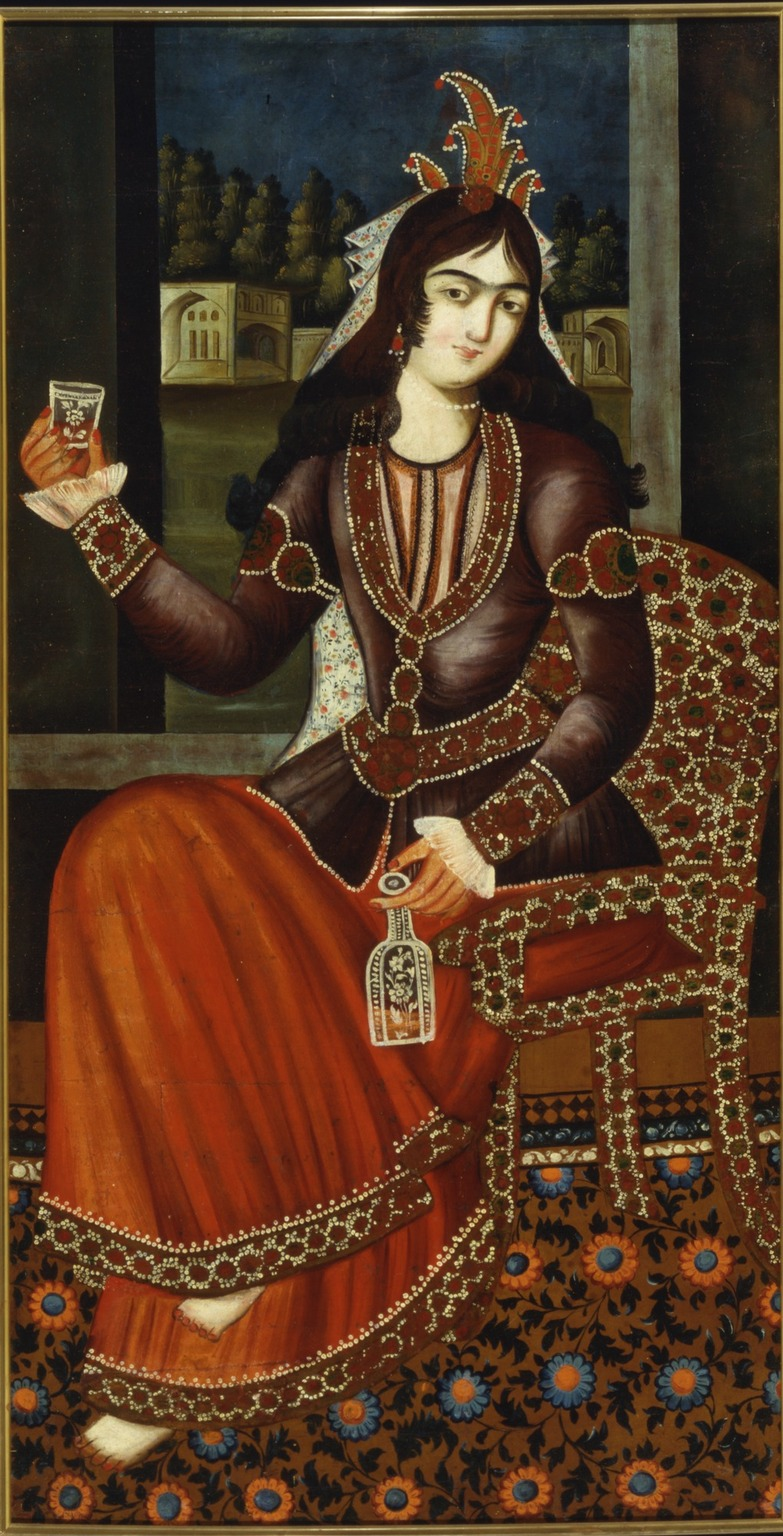
زنی که بطری و لیوان در دست دارد.
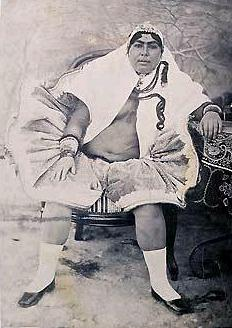
کنیز حرم ناصرالدین‌شاه.